# Hillside Acres
Hillside Acres – jednostka osadnicza w Stanach Zjednoczonych, w stanie Teksas, w hrabstwie Webb.